# John Bishop (Schauspieler)

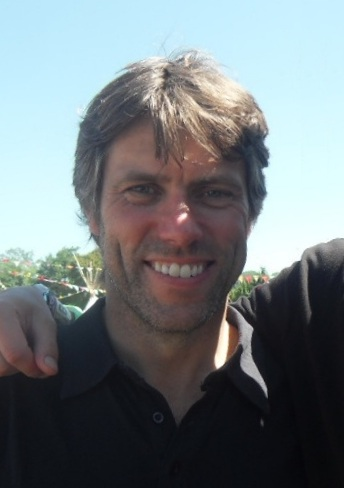
John Bishop (2011)

John Joseph Bishop (* 30. November 1966 in Liverpool, England) ist ein britischer Schauspieler und Komiker. Bekanntheit erlangte er durch seine Rolle in der Fernsehserie Doctor Who.

## Biografie
Bishop wurde am 30. November 1966 in Liverpool als Sohn der Hausfrau Kathleen Hackett und des Arbeiters Edward Bishop geboren. Er hat einen älteren Bruder namens Eddie sowie zwei ältere Schwestern, Kathy und Carol.
Er wuchs in Runcorn und Winsford auf und ging in selbiger Gegend zur Schule, ehe er später an der Northumbria University kurz Englisch studierte.
Bis 2006 arbeitete er als medizinischer Repräsentant von Syntex, gab diese Tätigkeit jedoch auf, um sich seiner Karriere als Comedian zu widmen.
Seit 2010 war er in mehreren Comedyshows zu sehen und war des Öfteren selbst auf Tour.
Neben einzelnen Gastauftritten in Serien wie Skins – Hautnah wurde er schließlich als Begleiter Dan Lewis an der Seite von Jodie Whittaker und Mandip Gill in der langjährigen Fernsehserie Doctor Who bekannt, welchen er von Oktober 2021 bis Oktober 2022 verkörperte.

## Privates
Seit 1992 ist er mit Melanie Bishop verheiratet und hat mit ihr drei Kinder.
Abseits dessen ist er ein großer Fan des FC Liverpool und nahm im Jahr 2011 eine Videobotschaft für die Labour Party auf, die damals in Liverpool eine Konferenz abhielt.
Im Dezember 2020 gab er bekannt, dass seine Frau und er sich mit COVID-19 angesteckt hatten.

## Filmografie
- 2009–2010: Skins – Hautnah (Fernsehserie, 3 Folgen)
- 2012: Accused – Eine Frage der Schuld (Miniserie, 2 Folgen)
- 2021–2022: Doctor Who (Fernsehserie, 9 Folgen)